# Chandlapura, Arsikere
Chandlapura là một làng thuộc tehsil Arsikere, huyện Hassan, bang Karnataka, Ấn Độ.